# MOD電視快棋戦
MOD電視快棋戦（MODでんしかいきせん、MOD電視快棋賽）は、台湾の囲碁の早碁棋戦。2000年から2008年まではCMC杯電子快棋戦（CMC盃電視快棋賽）として行われていた。台湾棋院の棋士が参加し、テレビ放送された。
- 主催 台湾棋院、中華電信、華人全球網路科技公司
- 協賛 CMC杯時代 緯來電視台
- 優勝賞金 10万ニュー台湾ドル 準優勝5万ニュー台湾ドル

## 出場選手
- 前年賞金ランキング上位16名

### CMC杯
- 出場者は、前年の成績優秀者16名、予選勝ち抜き者8名の、24名。

## 方式
- トーナメント制。決勝1番勝負。
- 持ち時間なしの、30秒5回

### CMC杯
- トーナメント制。第5-7期は決勝三番勝負。
- 持ち時間は、第1-7回は5分で使い切ると1手30秒、第8回以降は30秒19回、使い切ると1手30秒。

## 歴代優勝者と決勝戦
（左が優勝者）
1. 2012年 蕭正浩 - 林君諺

### CMC杯
1. 2001年 彭景華 - 周俊勲
2. 2002年 周俊勲 - 林至涵
3. 2003年 陳逸達 - 彭景華
4. 2004年 陳逸達 - 林書陽
5. 2005年 林至涵 2-0 陳鋒
6. 2006年 林至涵 2-0 蕭正浩
7. 2007年 陳詩淵 2-0 劉耀文
8. 2008年 林至涵 - 夏大銘